# Parafia Świętych Niewiast Niosących Wonności w Bredzie
Parafia Świętych Niewiast Niosących Wonności – pierwotnie etnicznie rosyjska parafia w Bredzie, jedna z 9 placówek duszpasterskich  w dekanacie Beneluksu Arcybiskupstwa Zachodnioeuropejskich Parafii Tradycji Rosyjskiej Patriarchatu Moskiewskiego. 
Parafia powstała w latach 80. XX w. Początkowo korzystała z wynajmowanych pomieszczeń. W 1992 r. pozyskano kaplicę na cmentarzu św. Wawrzyńca,  którą zaadaptowano do potrzeb liturgii prawosławnej i jeszcze w tym samym roku poświęcono jako cerkiew pod wezwaniem Świętych Niewiast Niosących Wonności.
Językiem liturgicznym parafii jest niderlandzki, obowiązuje w niej kalendarz juliański. Nabożeństwa są celebrowane w pierwszą i trzecią niedzielę miesiąca.
Proboszczem jest ks. Josef Sikora.